# モリソンズ
モリソンズ（英語: Morrisons）は、イギリスの大手スーパーマーケットの一つであり、イギリス国内では、テスコ、セインズベリーズ、アズダと並び、BIG4とも呼ばれている。運営会社はWMモリソン・スーパーマーケッツ（Wm Morrison Supermarkets plc）。

## 沿革
1899年、ウィリアム・モリソンによって、ブラッドフォードで卵とバターを販売する屋台の形態で創業、2000年代までイングランド北部を中心に店舗を出店していたが、2004年に同業のSafeway plcを買収したことから、イングランド南部やスコットランド、ウェールズにおいても店舗網を持つことになった。Safewayの名称は買収翌年モリソンズに統合され消滅していたが、2017年にブランドネームを復活させた。2021年10月、運営会社がアメリカのプライベート・エクイティ・ファンドであるClayton, Dubilier & Riceの傘下となった。